# Michiyo Kogure
Michiyo Kogure (木暮実千代, Kogure Michiyo) est une actrice japonaise, de son vrai nom Tsuma Wada (和田 つま, Wada Tsuma), née à Shimonoseki (préfecture de Yamaguchi, Honshū) le 31 janvier 1918, morte d'une insuffisance cardiaque à Tokyo (Honshū) le 13 juin 1990.

## Biographie
Sous le pseudonyme de Michiyo Kogure, elle apparaît au cinéma entre 1939 et 1984, dans deux cent deux films japonais d'après JMDb. Parmi ses films les plus connus, citons L'Ange ivre, son seul film sous la direction d'Akira Kurosawa en 1948, La Rue de la honte de Kenji Mizoguchi (avec qui elle tourne plusieurs fois) en 1956 ou encore Le Goût du riz au thé vert de Yasujirō Ozu.

## Filmographie partielle
- 1939 : Kekkon tenkizu (結婚天気図?) d'Iseo Hirukawa
- 1939 : Shunrai (春雷・前後篇?) de Keisuke Sasaki
- 1939 : Junjō nijūsō (純情二重奏?) de Yasushi Sasaki
- 1939 : Hanayome kyōsō (花嫁競争?) de Yasushi Sasaki
- 1939 : Haha wa tsuyoshi (母は強し?) de Keisuke Sasaki
- 1940 : Hana no raiu (花の雷雨?) de Keisuke Sasaki
- 1940 : Cœur de pierre (木石, Mokuseki?) de Heinosuke Gosho
- 1941 : Le Chœur de l'aube (暁の合唱, Akatsuki no gasshō?) de Hiroshi Shimizu
- 1942 : Aratanaru kōfuku (新たなる幸福?) de Noboru Nakamura
- 1942 : L'Espion n'est pas encore mort (間諜未だ死せず, Kanchō imada shisezu?) de Kōzaburō Yoshimura
- 1942 : Le Courage de l'homme (男の意気, Otoko no iki?) de Noboru Nakamura
- 1942 : Utsukushī yokogao (美しい横顔?) de Yasushi Sasaki
- 1942 : Une femme (或る女, Aru onna?) de Minoru Shibuya
- 1942 : Aikoku no hana (愛国の花?) de Keisuke Sasaki

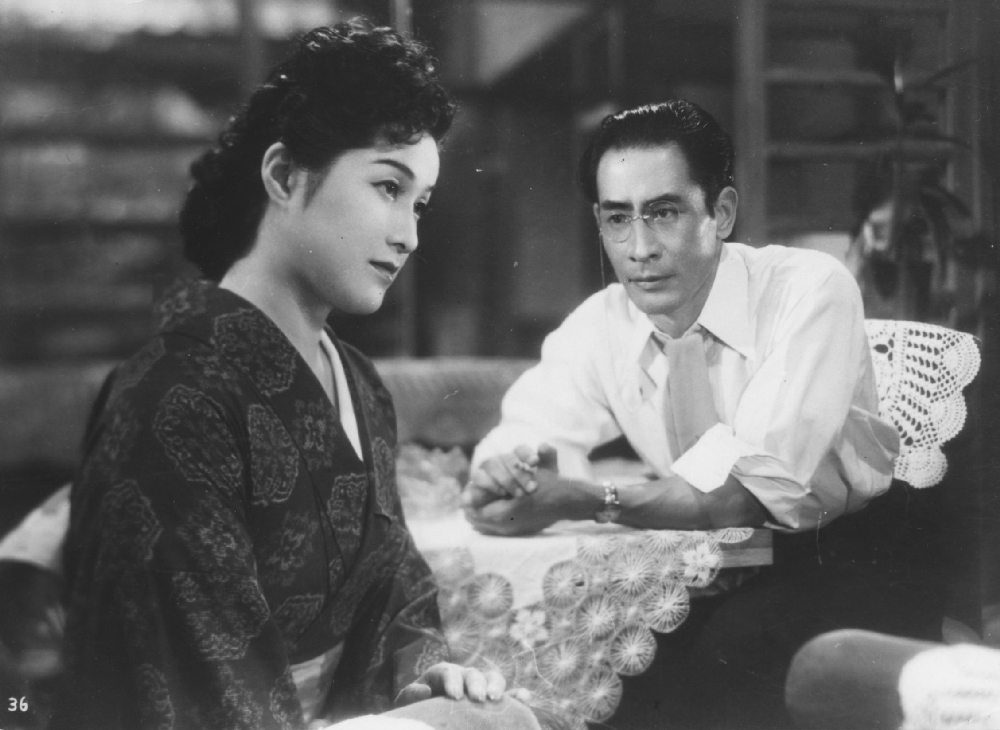
Michiyo Kogure et Sō Yamamura dans Le Destin de madame Yuki (1950).

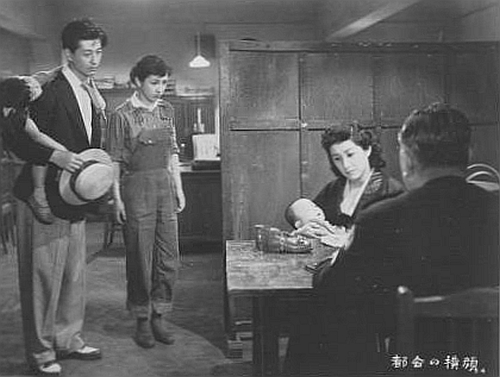
Ryō Ikebe et Ineko Arima et Michiyo Kogure dans Le Profil de la ville (1953).

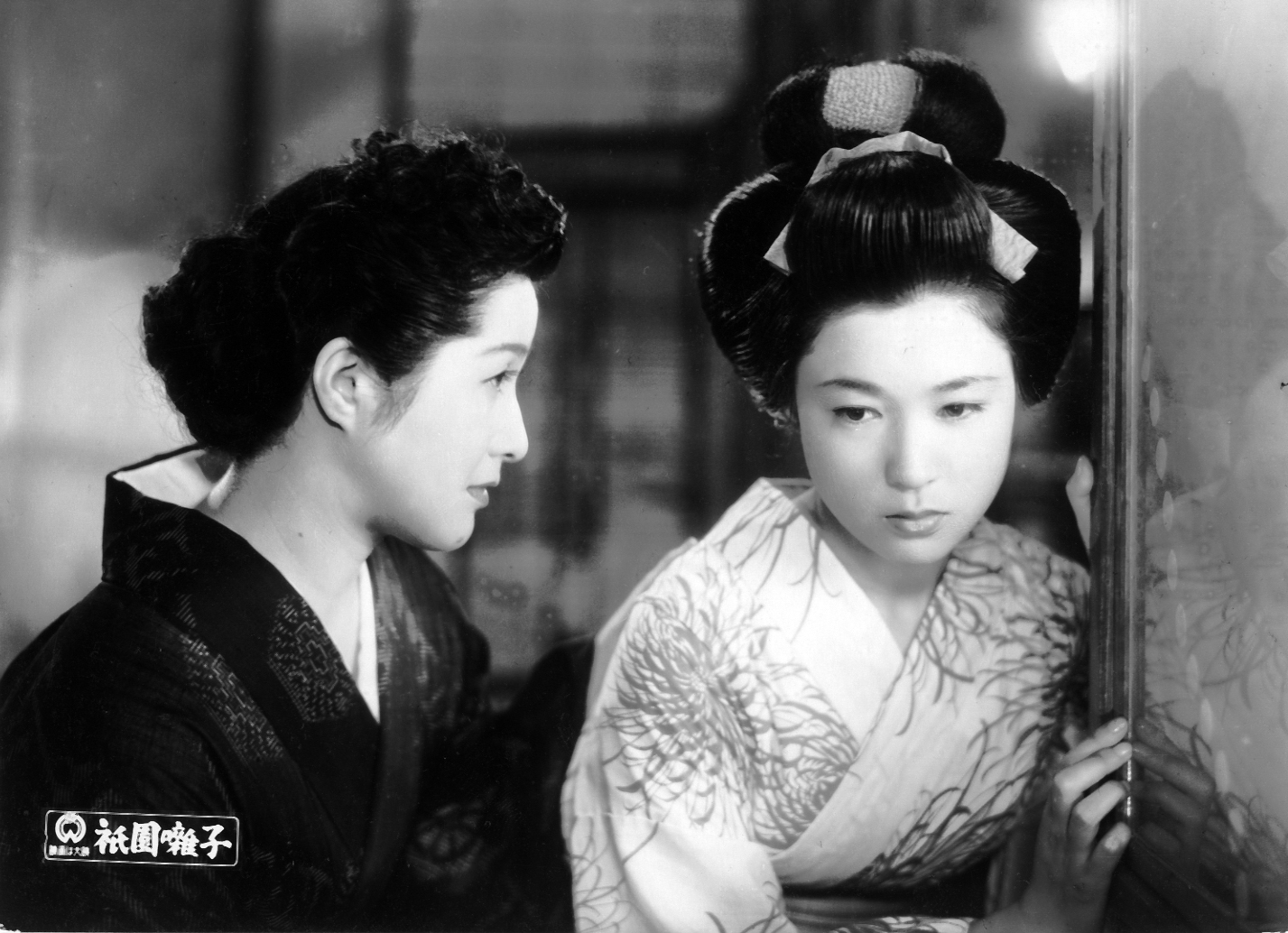
Michiyo Kogure et Ayako Wakao dans Les Musiciens de Gion (1953).

- 1943 : Nuit de veille avant le début de la guerre (開戦の前夜, Kaisen no zenya?) de Kōzaburō Yoshimura
- 1943 : Hoppō ni kane ga naru (北方に鐘が鳴る?) de Tatsuo Ōsone
- 1944 : Kachidoki ondo (勝鬨音頭?) de Hideo Ōba
- 1946 : Yurusareta ichiya (許された一夜?) de Keisuke Sasaki
- 1947 : Jigoku no kao (地獄の顔?) de Tatsuo Ōsone
- 1947 : Quatre histoires d'amour (四つの恋の物語, Yottsu no koi no monogatari?) - 2e partie : Même se quitter est un plaisir (別れも愉し, Wakare mo tanoshi?) de Mikio Naruse
- 1948 : L'Ange ivre (酔いどれ天使, Yoidore tenshi?) d'Akira Kurosawa
- 1949 : La Femme de l'enfer (地獄の貴婦人, Jigoku no kifujin?) de Motoyoshi Oda : Mme Mibu
- 1949 : La Montagne bleue (青い山脈, Aoi sanmyaku?) de Tadashi Imai
- 1949 : La Montagne bleue, partie 2 (続青い山脈, Zoku aoi sanmyaku?) de Tadashi Imai
- 1950 : Le Destin de madame Yuki (雪夫人絵図, Yuki fujin ezu?) de Kenji Mizoguchi
- 1950 : Sursis (執行猶予, Shikko yuyo?) de Shin Saburi
- 1951 : Feux d'artifice sur la mer (海の花火, Umi no hanabi?) de Keisuke Kinoshita
- 1951 : Le Roman de Genji ((源氏物語, Genji monogatari?) de Kōzaburō Yoshimura
- 1951 : Les Cahiers Inazuma (稲妻草紙, Inazuma sōshi?) de Hiroshi Inagaki
- 1952 : Le Goût du riz au thé vert (お茶漬の味, Ochazuke no aji?) de Yasujirō Ozu
- 1952 : Okuni et Gohei (お国と五平, Okuni to Gohei?) de Mikio Naruse
- 1952 : Divorce (離婚, Rikon?) de Masahiro Makino
- 1953 : La Révolution bleue (青色革命, Aoiro kakumei?) de Kon Ichikawa
- 1953 : Le Profil de la ville (都会の横顔, Tokai no yokogao?) de Hiroshi Shimizu : Asako Murakami
- 1953 : Les Musiciens de Gion (祇園囃子, Gion bayashi?) de Kenji Mizoguchi
- 1955 : Duel à Ichijoji (続宮本武蔵 一乗寺決闘, Zoku Miyamoto Musashi : Ichijōji no kettō?) de Hiroshi Inagaki
- 1955 : Le Héros sacrilège (新・平家物語, Shin heike monogatari?) de Kenji Mizoguchi
- 1955 : Histoire de Jiro (次郎物語, Jirō monogatari?) de Hiroshi Shimizu
- 1956 : La Rue de la honte (赤線地帯, Akasen chitai?) de Kenji Mizoguchi
- 1956 : La Voie de la lumière (花の渡り鳥, Miyamoto Musashi kanketsuhen : kettō Ganryūjima?) de Hiroshi Inagaki
- 1956 : Yakan chugaku (鬼の居ぬ間?) d'Ishirō Honda
- 1956 : Le Chant de la brume (霧の音, Kiri no oto?) de Hiroshi Shimizu
- 1957 : Sono yoru no himegoto (その夜のひめごと?) de Keigo Kimura
- 1957 : Momotarō le samouraï (桃太郎侍, Momotarō samurai?) de Kenji Misumi : Kosuzu Hanabusa
- 1958 : La Vengeance des loyaux serviteurs (忠臣蔵, Chūshingura?) de Kunio Watanabe : Dayū Ukihashi
- 1959 : Un tableau éphémère (かげろう絵図, Kagero ezu?) de Teinosuke Kinugasa
- 1960 : Shinran (親鸞?) de Tomotaka Tasaka
- 1961 : La Légende de Musashi Miyamoto (宮本武蔵, Musashi Miyamoto?) de Tomu Uchida
- 1961 : L'Enfant nu (はだかっ子, Hadakakko?) de Tomotaka Tasaka
- 1961 : Akō rōshi (赤穂浪士, Akō rōshi?) de Sadatsugu Matsuda
- 1962 : La Lignée d'une femme (婦系図, Onna keizu?) de Kenji Misumi
- 1962 : Le Menuisier et ses enfants (ちいさこべ, Chiisakobe?) de Tomotaka Tasaka
- 1962 : Les Moines lanciers du temple Hozoin (宮本武蔵　般若坂の決斗, Miyamoto Musashi: Hannyazaka no kettō?) de Tomu Uchida
- 1963 : Ankokugai no kaoyaku : juichinin no gyangu (暗黒街の顔役　十一人のギャング?) de Teruo Ishii
- 1963 : Kigeki : Tonkatsu ichidai (喜劇 とんかつ一代?) de Yūzō Kawashima
- 1963 : À deux sabres (宮本武蔵 二刀流開眼, Miyamoto Musashi: Nitoryu kaigen?) de Tomu Uchida
- 1963 : Pavillon dans le brouillard du soir (五番町夕霧楼, Gobanchō yūgirirō?) de Tomotaka Tasaka
- 1964 : Seul contre tous à Ichijoji (宮本武蔵 一乗寺の決斗, Miyamoto Musashi: Ichijōji no kettō?) de Tomu Uchida (non créditée)
- 1964 : Le Requin (鮫, Same?) de Tomotaka Tasaka
- 1965 : Duel de l'aube (宮本武蔵 巌流島の決斗, Miyamoto Musashi: Ganryū-jima no kettō?) de Tomu Uchida
- 1965 : Osan et son père mangent du riz froid (冷飯とおさんとちゃん, Hiyameshi to Osan to-chan?) de Tomotaka Tasaka
- 1966 : Le Lac des larmes (湖の琴, Mizuumi no koto?) de Tomotaka Tasaka
- 1971 : Onna toseinin (女渡世人?) de Shigehiro Ozawa
- 1971 : Nihon yakuza-den : Sōchiyō e no michi (日本やくざ伝 総長への道?) de Masahiro Makino
- 1972 : Junko se retire : La Grande Famille des cerisiers rouges du Kantō (関東緋桜一家, Junko intai kinen eiga: Kantō hizakura ikka?) de Masahiro Makino
- 1974 : Trois Vieilles Dames (三婆, Sanbaba?) de Noboru Nakamura
- 1975 : Kenji Mizoguchi ou la vie d'un artiste (ある映画監督の生涯 溝口健二の記録, Aru eiga-kantoku no shōgai Mizoguchi Kenji no kiroku?) de Kaneto Shindō (documentaire) : elle-même
- 1979 : C'est dur d'être un homme : Tora-san ange gardien (男はつらいよ 翔んでる寅次郎, Otoko wa tsurai yo: Tonderu Torajirō?) de Yōji Yamada : Kinuko Irie

## Récompenses et distinctions
- 1950 : prix Mainichi de la meilleure actrice dans un second rôle pour La Montagne bleue[3]